# 삼산동 (인천)
삼산동(三山洞)은 대한민국 인천광역시 부평구의 법정동이다. 서쪽은 갈산동, 북쪽은 경인고속도로를 경계로 계양구, 동쪽은 부천시, 남쪽은 부개동과 접하고 있다. 삼산동은 행정동인 삼산1동과 삼산2동으로 나뉜다.

## 유래
삼산동이라는 지명은 이 지역이 영선산, 갈산, 금산 등 3개 산줄기 밑에 둘러싸인 분지모양의 지형이라는 것에서 유래하였다.

## 변천
구한말 부평군 서면 '후정리(後井里)' 지역으로, 마을 뒤에 우물이 있어 뒤우물 또는 후정이라고 불렸다. 1914년 행정구역 개편 당시 부천군 부내면 후정리로 되었고, 1940년 인천부로 편입되어 '삽립정(三笠町)'이라고 불렸다.
광복 후 1946년에는 '삼산동'으로 이름이 변경되었다. 1955년 갈산동에 편입되었다가 1992년 분동되어 독립된 행정동이 되었다. 또한 1995년에는 경인고속도로 이남에 있는 서운동 일부를 추가적으로 편입시키고, 경인고속도로 이북에 있는 삼산동을 부천시로 편입시킨 바 있다. 그리고 2006년 4월 20일부로 행정동인 삼산1동과 삼산2동으로 분동되었다.

## 교통

### 도로교통
북쪽으로 경인고속도로, 동쪽으로 수도권제1순환고속도로와 접하고 있다. 횡축 도로로 길주로, 평천로 그리고 영성로가 있으며, 종축 도로에는 영성서로, 영성중로, 영성동로, 수변로, 대보로 등이 각각 구성되어 있다. 또한 부천시와 직접 연결된다.

### 철도교통
서울 지하철 7호선 부평구청 연장 구간이 이 지역을 지난다.
- 굴포천역
- 삼산체육관역 (단, 역무실 소재지는 부개동이다.)

## 교육 기관
- 고등학교

|  | - 삼산고등학교 - 인천영선고등학교 - 인천진산과학고등학교 |

- 중학교

|  | - 진산중학교 - 부일중학교 - 삼산중학교 |

- 초등학교

|  | - 인천영선초등학교 - 인천삼산초등학교 - 인천한길초등학교 - 인천후정초등학교 - 인천굴포초등학교 - 인천진산초등학교 |

- 도서관
  - 삼산도서관

## 아파트
| 단지명              | 건설사                     | 시행사       | 주소                | 입주        | 비고     |
| ------------------- | -------------------------- | ------------ | ------------------- | ----------- | -------- |
| 미래타운 주공 5단지 | ㈜한양                     | 대한주택공사 | 부평구 영성중로 16  | 2000년 5월  |          |
| 미래타운 주공 1단지 | 벽산건설                   | 대한주택공사 | 부평구 부평북로 431 | 2000년 6월  |          |
| 미래타운 주공 3단지 | ㈜한양                     | 대한주택공사 | 부평구 부평북로 463 | 2000년 7월  |          |
| 미래타운 주공 2단지 | 동성종합건설㈜             | 대한주택공사 | 부평구 부평북로 432 | 2000년 8월  |          |
| 미래타운 주공 4단지 | 명지건설㈜                 | 대한주택공사 |                     | 2000년 9월  |          |
| 삼산타운 4단지      | 한라건설㈜                 | 대한주택공사 | 부평구 영성중로 57  | 2004년 7월  | 국민임대 |
| 삼산타운 6단지      | 마스타건설㈜               | 대한주택공사 | 부평구 체육관로 57  | 2004년 8월  |          |
| 삼산타운 7단지      | 남양건설                   | 대한주택공사 | 부평구 체육관로 27  | 2004년 8월  |          |
| 삼산타운 1단지      | 송촌건설㈜ 남양건설 신일㈜ | 대한주택공사 | 부평구 굴포로 105   | 2005년 6월  |          |
| 삼산타운 2단지      | 두산산업개발               | 대한주택공사 | 부평구 수변로 333   | 2005년 10월 |          |
| 삼산 신성미소지움   | 신성건설                   | 신성건설     | 부평구 수변로 334   | 2005년 5월  |          |

## 시설물
삼산1동에는 삼산농산물도매시장이 있고, 삼산2동에는 삼산월드체육관, 롯데마트가 있다. 2000년대 들어 삼산2동 지역에 대규모 택지지구가 설정되어 아파트가 건설되었다.